# Wybory parlamentarne na Komorach w 2009 roku
Wybory parlamentarne na Komorach w 2009 roku – wybory parlamentarne na Komorach zorganizowane w dwóch turach 6 i 20 grudnia 2009. Zwycięstwo w nich odniosła koalicja Baobab, popierająca prezydenta Ahmeda Abdallaha Sambiego.

## Organizacja wyborów
Wybory do Zgromadzenia Federalnego, parlamentu Komorów, zgodnie z konstytucją, powinny były odbyć się w kwietniu 2009. Zostały jednak przesunięte ze względu na organizację referendum konstytucyjnego 17 maja 2009. W referendum tym obywatele poparli wprowadzenie poprawek do konstytucji, w tym wydłużenie z 4 do 5 lat kadencji prezydenta, co oznaczało przedłużenie o rok (do 2011) kadencji prezydenta Ahmeda Abdallaha Sambiego. W połowie czerwca 2009 władze wyznaczyły datę wyborów na 2 sierpnia. Jednakże 3 lipca 2009, po katastrofie lotu Yemenia, prezydent Sambi ogłosił w kraju 30-dniowy okres żałoby, co spowodowało konieczność przesunięcia daty głosowania.
W październiku 2009 rząd wyznaczył nowy termin wyborów na 6 grudnia 2009, z drugą tura głosowania w dniu 20 grudnia. 14 listopada 2009 rozpoczęła się kampania wyborcza, która trwała do 4 grudnia 2009. Kampania przed II turą trwała od 13 do 18 grudnia 2009. W czasie głosowania obywatele wybierali 24 deputowanych do 33-osobowego Zgromadzenia Federalnego w oparciu o zasady ordynacji większościowej. Pozostałych 9 deputowanych delegowanych jest przez władze regionalne 3 wysp. Do udziału w wyborach zarejestrowało się ponad 360 tys. obywateli.

## Kampania wyborcza
W czasie kampanii wyborczej kandydaci koalicji prezydenckiej zapowiadali kontynuację stabilizacji gospodarczej kraju. Podkreślali dotychczasowe sukcesy administracji prezydenta Sambiego, w tym zmniejszenie pensji urzędników państwowych, zwiększenie wpływów podatkowych, wzmocnienie prywatnego sektora gospodarki, a także względny pokój w kraju po stłumieniu rebelii na wyspie Anjouan w 2008. Opozycja oskarżała rządzących o naruszenia wolności politycznych, porażkę w walce z korupcją oraz zamiar umacniania swojej władzy. Kampania prezydencka skupiała się również na kwestii wydłużenia rządów prezydenta Sambiego, gdyż jednym z zadań nowego parlamentu będzie ratyfikacja postanowień referendum konstytucyjnego.
17 listopada 2009 władze aresztowały prominentnego działacza opozycji, Saida Larifou, którego oskarżyły o zniesławienie prezydenta (nazwanie go "niewiernym") w czasie wiecu wyborczego. Następnego dnia został on zwolniony, jednak zarzuty przeciwko niemu utrzymano, a jemu samemu zakazano opuszczania kraju. Opozycja uznała zatrzymanie Larifou za polityczne oraz za przykład zastraszania krytyków władz.
Wybory były monitorowane przez 20 obserwatorów z Unii Afrykańskiej (UA) i LPA, a ich organizacja została współfinansowana przez UA, UE, LPA, Libię i Francję.
Po pierwszej turze wyborów, ośmiu kandydatów opozycyjnych i niezależnych, złożyło skargę do komisji wyborczej i sądu konstytucyjnego, oskarżając władze o fałszerstwa wyborcze. Zarzuciło im m.in. umieszczanie fikcyjnych nazwisk na listach wyborców. Komisja wyborcza odrzuciła zarzuty i uznała, że wybory przebiegły prawidłowo.

## Wyniki wyborów
W I turze wyborów 6 grudnia 2009 do parlamentu zostało wybranych dwóch kandydatów prezydenckiej koalicji Baobab, którzy zdołali uzyskać ponad 50% głosów poparcia w swoich okręgach. Walka o pozostałe miejsca rozegrała się w II turze wyborów 20 grudnia 2009. Ostatecznie zwycięstwo w wyborach uzyskała koalicja Baobab, która zdobyła 16 mandatów.
| Partia polityczna                  | Partia polityczna                  | Liczba głosów | %      | +/– | Liczba mandatów | +/– |
| ---------------------------------- | ---------------------------------- | ------------- | ------ | --- | --------------- | --- |
|                                    | Koalicja prezydencka Baobab        |               | 66,66% |     | 16              |     |
|                                    | Unia (popierająca Baobab)          |               | 12,49% |     | 3               |     |
|                                    | Partie opozycji                    |               | 20,88% |     | 5               |     |
| Przedstawiciele władz regionalnych | Przedstawiciele władz regionalnych | -             | -      | -   | 9               | -   |
| Razem                              | Razem                              |               | 100%   | -   | 33              | -   |
| Źródło:                            |                                    |               |        |     |                 |     |